# Amherst megye
Amherst megye az Amerikai Egyesült Államokban, azon belül Virginia államban található. Megyeszékhelye és legnagyobb városa Amherst. Lakosainak száma 31 307 fő (2020. április 1.). Amherst megye Rockbridge, Nelson, Appomattox, Campbell, Lynchburg és Bedford megyékkel határos.

## Népesség
A megye népességének változása:
| Lakosok száma | 32 057 | 32 117 | 32 421 | 32 178 | 31 914 | 31 307 |
|               | 2010   | 2011   | 2012   | 2013   | 2015   | 2020   |